# Tercio de Cántabros Montañeses

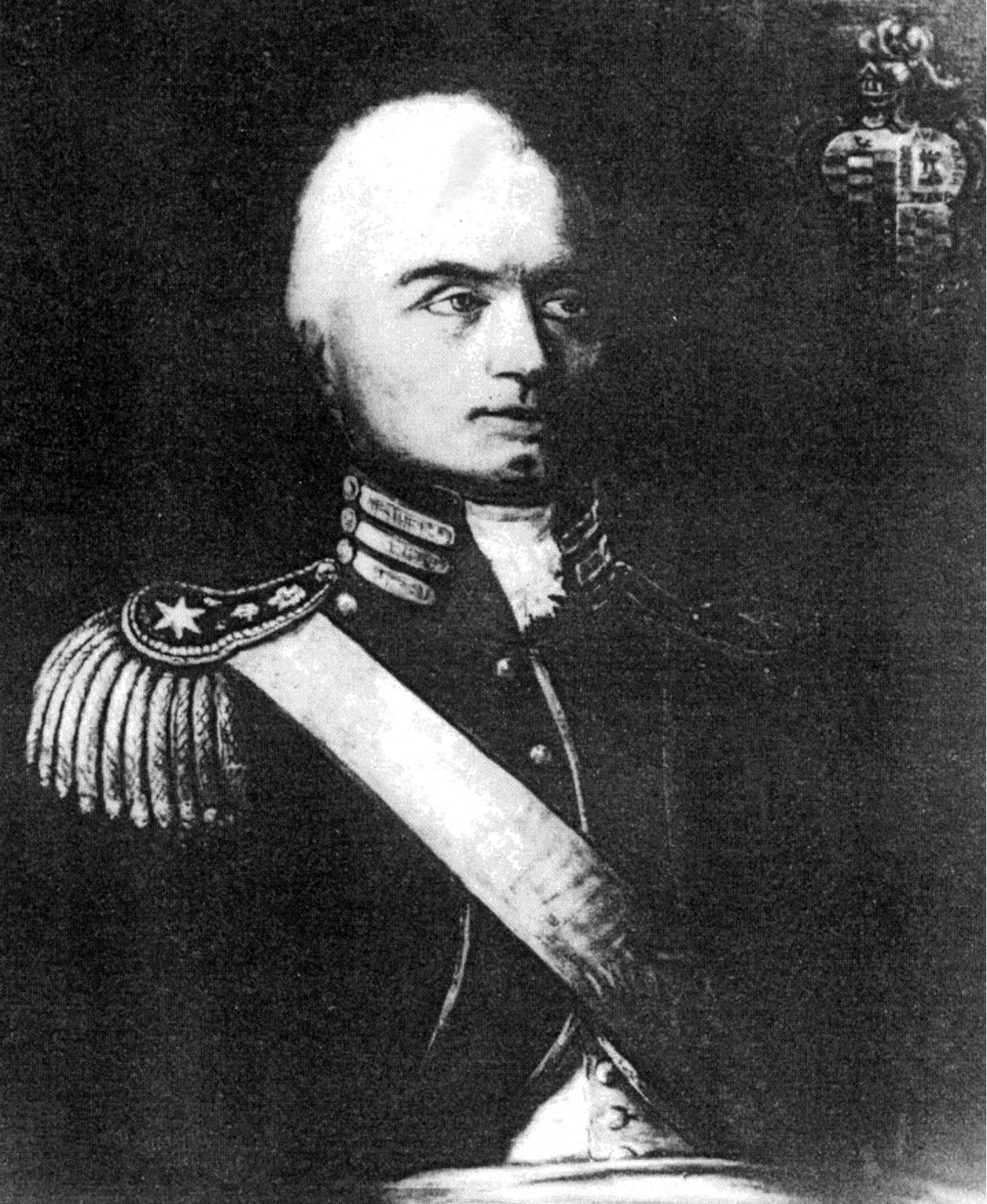
Don Pedro Andrés García, Primer Comandante del Tercio de Cántabros Montañeses.

El Batallón de Voluntarios Urbanos Cántabros Montañeses, Tercio de Cántabros, Tercio de Cántabros Montañeses o Tercio de Montañeses fue una unidad miliciana de infantería creada el 18 de septiembre de 1806, luego de la primera de las Invasiones Inglesas al virreinato del Río de la Plata. La base fue de voluntarios nacidos en Cantabria (La Montaña) residentes en Buenos Aires. Una vez producida la Revolución de Mayo, fue renombrado, pasando a ser hoy el Regimiento de Infantería de Monte 4 "Cnel. Manuel Fraga" (RI Mte 4) es una unidad de infantería del Ejército Argentino con asiento en la guarnición de ejército de Monte Caseros, Provincia de Corrientes, dependiente de la III Brigada de Monte, y la 1.ª División de Ejército "Tte. Gral. Juan Carlos Sánchez"

## Creación del tercio
Tras la capitulación de William Carr Beresford en la primera invasión, y ante la posibilidad de una nueva invasión, el comandante de armas de Buenos Aires, Santiago de Liniers, emitió el 6 de septiembre de 1806 un documento instando al pueblo a organizarse en cuerpos militares separados según su origen:

(...) Vengan, pues, los invencibles cántabros, los intrépidos catalanes, los valientes asturianos y gallegos, los temibles castellanos, andaluces y aragoneses; en una palabra, todos los que llamándose españoles se han hecho dignos de tan glorioso nombre.

El 9 de septiembre Liniers emitió otra proclama convocando a reunirse en el Fuerte de Buenos Aires a las 14:30 horas del 11 de septiembre a los vizcaínos o cántabros, comprendiendo en el llamado a los oriundos de las tres provincias vascas, los navarros y los montañeses, fijando como futuro punto de reunión al Convento de Santo Domingo.
El 18 de septiembre de 1806 Liniers emitió el decreto de creación del Tercio de Cántabros Montañeses, alcanzando a 209 plazas el 18 de octubre. Los vizcaínos, navarros, asturianos y castellanos viejos formaron un cuerpo aparte denominado Tercio de Vizcaínos o Cántabros de la Amistad. Los oficiales de todos los batallones voluntarios fueron elegidos por los propios soldados, siendo 1° comandante del Tercio de Montañeses José de la Oyuela, el resto de la plana mayor estaba inicialmente compuesta por el 2.º comandante, Manuel de la Piedra; sargento mayor: Antonio de las Cagigas; 1° ayudante y mayor de Infantería: Manuel Ruiz; 2.º Ayudante: subteniente Juan Manuel Barquín; capellán: Juan Manuel de Agüero y además un abanderado. 
El tercio estaba compuesto por 4 compañías de fusileros de 43, 44, 53 y 52 hombres cada una, siendo inicialmente de 37. Cada compañía tenía 3 oficiales: capitán, teniente y subteniente; 3 sargentos, 8 cabos (6 en la 1° Compañía) y un tambor incorporado entre noviembre y diciembre de 1806. La 1.ª Compañía tenía como capitán a Miguel Fernández de Agüero, teniente Joaquín Gómez Somavilla y subteniente Santiago Gutiérrez. La 2.ª Compañía: capitán Juan Antonio de la Puebla; teniente José Gabriel de la Oyuela; subteniente Ramón de la Piedra. La 3.ª Compañía: capitán Fernando Díaz; teniente Francisco Maderna; subteniente José Ceballos. La 4.ª Compañía: capitán Pedro Andrés García, teniente Manuel José García; subteniente Manuel García de la Piedra. En enero de 1807 se alcanzó un total de 259 hombres.
Fue elegida como patrona la Santísima Trinidad, y el 9 de noviembre fue bendecida la bandera del cuerpo en la Catedral de Buenos Aires. Junto con el Cuerpo de Patricios, al día siguiente los montañeses recibieron la custodia del Real estandarte de la ciudad de Buenos Aires.
El 13 de diciembre de 1806 Liniers elevó para la aprobación del virrey Rafael de Sobre Monte la lista de oficiales elegidos por todos los cuerpos, señalando la dimisión de Manuel de la Piedra y el nombramiento del escribano de Bienes Difuntos Pedro Andrés García, nacido en Santander, en el puesto de 2.º comandante.
La junta de guerra del 26 de enero de 1807 dispuso que el Tercio de Montañeses pasara a Montevideo.

## Segunda Invasión Inglesa
El 3 de febrero de 1807 las fuerzas británicas asaltaron y tomaron la ciudad de Montevideo. Soldados del Tercio de Montañeses se hallaban entre sus defensores.
Durante el ataque británico a Buenos Aires del 4 de julio de 1807, el Tercio de Montañeses integró la División de la Izquierda (Bandera azul). El 5 de julio se situaron en las actuales calles Belgrano y Defensa para resguardar la Iglesia de Santo Domingo, que fue en parte tomada por los británicos al día siguiente, siendo rodeados por los montañeses. Tras sufrir fuertes bajas, el general Robert Craufurd y el teniente coronel Denis Pack se rindieron a los montañeses y patricios en el Convento de Santo Domingo. El Tercio de Montañeses sufrió 23 muertos y 22 heridos durante el asalto británico a Buenos Aires.
En Montevideo fue creada a su costa por García la Compañía de Granaderos que quedó de guarnición en esa ciudad al ser evacuada por los británicos.

### Estado de Fuerzas
Estado de fuerza del cuerpo el 5 de enero de 1807: 293 hombres.
- Plana mayor: (7 hombres)
  - Primer comandante: José de la Oyuela.
  - Segundo comandante: Pedro Andrés García.
  - Sargento mayor: Antonio de las Cagigas.
  - 1° Ayudante: Manuel Ruiz.
  - 2° Ayudante: Juan Manuel Barquín.
  - Abanderado:
  - Capellán: Juan Manuel de Agüero.
- 1° Compañía: (58 hombres)
  - Capitán: Miguel Fernz de Agüero.
  - Teniente: Joaquín Gómez Somobilla.
  - Subteniente: Santiago Gutiérrez.
  - Sargentos: 3 (1 primeros y 2 segundos).
  - Cabos: 6 (2 primeros y 4 segundos).
  - Tambor: 1.
  - Soldados: 45.
- 2° Compañía: (61 hombres)
  - Capitán: Juan Antonio de la Puebla.
  - Teniente: José Gabriel de la Oyuela.
  - Subteniente: Joaquín Gerza.
  - Sargentos: 3 (1 primeros y 2 segundos).
  - Cabos: 8 (4 primeros y 4 segundos).
  - Tambor: 1.
  - Soldados: 46.
- 3° Compañía: (68 hombres)
  - Capitán: Fernando Díaz.
  - Teniente: Franco Maderna.
  - Subteniente: José de Zevallos.
  - Sargentos: 3 (1 primeros y 2 segundos).
  - Cabos: 8 (4 primeros y 4 segundos).
  - Tambor: 1.
  - Soldados: 53.
- 4° Compañía: (67 hombres)
  - Capitán: Benito Iglesias.
  - Teniente: Manuel José García.
  - Subteniente: Manuel García de la Prida.
  - Sargentos: 3 (1 primeros y 2 segundos).
  - Cabos: 8 (4 primeros y 4 segundos).
  - Tambor: 1.
  - Soldados: 52.

En las acciones entre los días 2 y 5 de julio de 1807 el cuerpo tuvo 22 muertos y 23 heridos.

## Reconocimiento real
El 13 de enero de 1809 la Junta Suprema de Sevilla dispuso en nombre del rey premiar a los oficiales de los distintos cuerpos milicianos de Buenos Aires reconociendo los grados militares que se les había otorgado:

CUERPO DE CÁNTABROS.

Grado de Teniente Coronel.— A los Comandantes don José de la Oyula y don Pedro Andrés García.

De Capitan.— Al Sargento Mayor don Antonio de las Cajijas, y á los Capitanes don Miguel Fernandez de Agüero, don Fernando Díaz y don Benito Iglesias.

De Teniente.— A los Tenientes don José de la Oyuela y don Manuel José García, y al Ayudante agregado don Juan Valderrama.

De Subteniente.— A los Subtenientes don Santiago Gutierrez, don José Ceballos, don Manuel García de Laprida, don Juan Simon Gomez y don Juan Manuel Barquín.

## Asonada de Álzaga
Durante la asonada del 1 de enero de 1809 comandada por Martín de Álzaga (asonada de Álzaga), el tercio estuvo entre las unidades que sostuvieron al virrey Liniers, por lo que el 11 de septiembre de 1809, el nuevo virrey Baltasar Hidalgo de Cisneros reorganizó mediante una providencia los cuerpos urbanos de Buenos Aires manteniendo al Batallón de Montañeses:

Artículo 1º: Que los Cuerpos Urbanos que se hallan a sueldo, se reduzcan a cinco batallones, formándose dos de ellos con los tres que ahora tiene el Cuerpo de Patricios; otro del Cuerpo de Montañeses, otro del de Andaluces y otro del de Arribeños; cada batallón constará de nueve compañías, inclusa la de granaderos, con la fuerza efectiva que les estaba señalada, y sus Planas Mayores, un Comandante, un Sargento Mayor, dos Ayudantes íd., dos Abanderados, un Capellán, un Cirujano, un Tambor y dos Pífanos.

Los cuerpos que quedaron fueron numerados, otorgándose el n.º 4 al de Montañeses, que se componía de 29 oficiales y 362 soldados. En marzo de 1809 incorporó una nueva compañía.

## Alto Perú
Para sofocar las revueltas de Chuquisaca y La Paz, el virrey Cisneros envió desde Buenos Aires un contingente al mando de Vicente Nieto y del coronel de marina José de Córdoba, que partió el 4 de octubre de 1809. Fueron organizadas tres divisiones con veteranos del Regimiento Fijo de Infantería, Dragones y de Artillería, junto con una compañía de marina y otras de patricios, arribeños, montañeses, andaluces y artilleros de la Unión. Al llegar al Alto Perú, no hizo falta que entraran en combate.
Producida la Revolución de Mayo, Nieto formó el Cuerpo de Voluntarios del Rey con la compañía de andaluces y la de montañeses.

(...) y ciento y cinquenta en dos compañias llamados de voluntarios del Rey que antes eran de Montañeses, y Andaluces, y de quienes tengo gran confianzas, así pr qe sus Oficiales son veneméritos, y amantes a su Rey, como pr qe su Tropa, qe se alla en buena disciplina ha manifestado ser de sentimientos mui diversos de los qe tenían los Patricios, y Arribeños (...)
Carta de Vicente Nieto a Gutiérrez de la Concha

Con las dos compañías del Fijo formó las compañías veteranas del Real Borbón. En marzo de 1810 ambos cuerpos formaron el Batallón Fernando VII unido al ejército Real del Perú, que combatió en las batallas de Huaqui, Tucumán y Salta y cuyos restos se fusionaron a principios de 1815 con el Batallón de Milicias Provinciales de Potosí.

## Regimiento
El Batallón apoyó la destitución del virrey Cisneros, participando el teniente coronel García del cabildo abierto del 22 de mayo. Apoyó la constitución de la Primera Junta de Gobierno el 25 de mayo de 1810. El 29 de mayo de 1810 la Junta organizó por decreto las unidades militares, elevando a regimientos a los batallones existentes:

Los Batallones Militares existentes se elevarán a regimiento con la fuerza efectiva de 1.116 plazas, reservado la Junta proveer separadamente sobre el arreglo de la caballería y artillería volante.

El Regimiento N° 4 de Infantería quedó formado así en base al Batallón de Montañeses. El 4 de julio de 1810 el regimiento fue fusionado con el Regimiento n.º 5, conservando el nombre de Regimiento n.º 4 y la misma Plana Mayor, pasando a tener la categoría de veterano.
El 12 de julio de 1810 dos compañías del Regimiento n.º 4 partieron de Buenos Aires integrando la expedición de auxilio a las provincias del interior, conformando lo que luego se denominaría Ejército del Norte. Como regimiento recibió su bautismo de fuego el 27 de octubre de 1810, en el Combate de Cotagaita. 

## Disolución
Desapareció el 13 de noviembre de 1811, al ser unido al Regimiento n.º 3 de Infantería para formar el Batallón N° 2 de Infantería.

## Actualidad
El Regimiento de Infantería Mecanizado 4 "Coronel Manuel Fraga" del Ejército Argentino, con sede en Monte Caseros, Provincia de Corrientes, ha conservado el recuerdo histórico de la unidad, utilizando para ceremonial los uniformes del Tercio de Cántabros Montañeses. La unidad participó en la Guerra de las Malvinas.
Una Compañía de Granaderos del Tercio de Cántabros Montañeses de Buenos Ayres ha sido recreada en 2007, participando en desfiles.